# 스테파니 리
스테파니 리(본명: 이정아, 1993년 9월 14일 ~ )는 재미교포 1.5세 출신 모델이며 배우이다.

## 생애
미국 출생 당시 부모님의 국적이 한국이었고, 2010년 개정된 대한민국 국적법에 의하여 허용받은 대한민국과 미국의 이중국적이다. 미국 출생이지만 어렸을 때 한국으로 와서 강원도에서 살았으며 초등학교 4학년 때부터 다시 미국으로 이주하여 자랐다.

## 연기 활동

### 드라마
| 연도 | 방송                    | 제목                                | 역할      | 비고   |
| ---- | ----------------------- | ----------------------------------- | --------- | ------ |
| 2014 | JTBC                    | 주간드라마 《선암여고 탐정단》      | 최성윤    | 14부작 |
| 2015 |                         |                                     |           |        |
| SBS  | 드라마스페셜 《용팔이》 | 신씨아                              | 18부작    |        |
| SBS  | 2016                    | 주말특별기획 《끝에서 두번째 사랑》 | 민지선    | 20부작 |
| 2018 | MBC                     | 월화드라마 《검법남녀》             | 스텔라 황 | 32부작 |
| 2018 | SBS                     | 드라마스페셜 《황후의 품격》        | 오헬로    | 52부작 |
| 2020 | MBC                     | 《내가 가장 예뻤을 때》             | 엠버      | 16부작 |
| 2020 | tvN                     | 《스타트업》                        | 정사하    | 16부작 |

### 영화
| 연도 | 제목                   | 역할       | 비고     |
| ---- | ---------------------- | ---------- | -------- |
| 2018 | 《안시성》             | 달래       | 우정출연 |
| 2019 | 《신의 한 수: 귀수편》 | 황선희 2단 |          |

## 광고
- 2012년 웰스 정수기
- 2012년~2016년 뉴트로지나
- 2015년 LG전자 V10
- 2020년 매일유업
- 2020년 솔가멀티비타민
- 2021년 삼성 비스포크 에어드레서